# 사냥꾼 허른

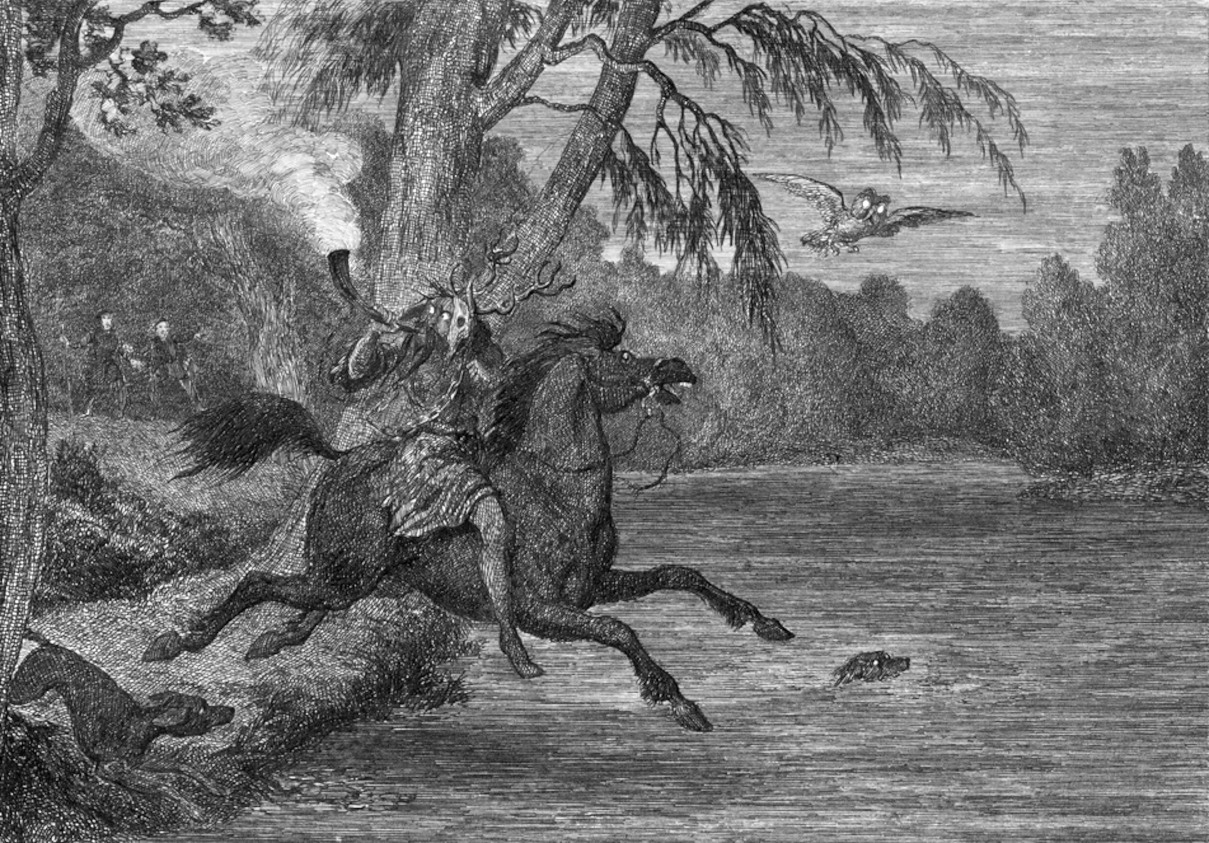

사냥꾼 허른(Herne the Hunter)은 잉글랜드 민담에 등장하는 존재다. 잉글랜드 버크셔의 윈저 읍의 숲과 그레이트 파크에 전승되는 망령으로, 머리에 사슴뿔이 나 있거나 혹은 사슴의 두개골을 머리에 쓰고 있다고 한다.
그 존재가 문헌상에 최초로 언급되는 것은 윌리엄 셰익스피어의 희곡 《윈저의 즐거운 아낙네들》이지만, 허른의 기원을 훨씬 오래된 비기독교의 신이나 어떤 고대의 아키타입으로 해석하려는 학설이 상당하다.
매우 유명한 존재이지만, 1840년대 이전에는 허른에 대한 기록이 거의 존재하지 않는다. 셰익스피어는 상술한 《윈저의 즐거운 아낙네들》에서 허른이 “귀신”이며 “윈저 숲의 … 지키는 존재”로서, 겨울철 한밤중이 되면 “거대한 들쭉날쭉한 뿔이 난” 그가 ”참나무 한 그루의 주위를 돌아다닌다.“

## 같이 보기
- 케르눈노스
- 뿔 난 남신
- 사냥
- 와일드헌트